# El Castro (Bodenaya)
El Castro (oficialmente en asturiano: El Castru) es una casería española de la parroquia de Bodenaya, perteneciente al municipio de Salas, en la comunidad autónoma de Asturias.

## Historia
Hacia mediados del siglo XIX, el lugar era referido ya como perteneciente a la parroquia de Bodenaya del municipio de Salas. En 2023, la entidad singular de población de El Castro tenía empadronados 7 habitantes, todos ellos en diseminado.